# Afrikaanse bosuil
De Afrikaanse bosuil (Strix woodfordii) is een lid van de familie van de 'echte' uilen (Strigidae). Deze bosuilsoort komt voor in Afrika bezuiden de Sahara.

## Kenmerken
De vogel is 30 tot 36 cm lang, het mannetje weegt 240 tot 270 g, het vrouwtje 285 tot 350 g. Het is een middelgrote uil met een grote ronde kop. Rond de ogen heeft deze uil een licht roodbruine gekleurde gezichtsspiegel en daarboven opvallende lichte wenkbrauwen. Verder is de uil op de kop donker roodbruin met kleine witte vlekken en op de rug meer grijsbruin met witte en licht roodbruine vlekken. De borst en buik zijn horizontaal gestreept, afwisselend wit en roodbruin. De ondersoorten verschillen onderling in tint, S. w. nuchalis is vrij licht,  S. w. nigricantior heeft zwarte vlekken.

## Verspreiding en leefgebied
Deze soort telt vier ondersoorten:
- S. w. umbrina: zuidoostelijk Soedan en Ethiopië.
- S. w. nigricantior: van zuidelijk Somalië tot Tanzania en oostelijk Congo-Kinshasa.
- S. w. nuchalis: van Senegal en Gambia tot zuidelijk Soedan en noordelijk Angola, centraal Congo-Kinshasa en Oeganda.
- S. w. woodfordii: van zuidelijk Angola en Congo-Kinshasa tot zuidwestelijk Tanzania en Zuid-Afrika.

Het leefgebied bestaat uit een aantal typen bos waaronder dicht montaan bos tot op 3700 m, verder bossen langs kusten en waterlopen en ook wel in aangeplant bos. Het is een van de meest algemene uilensoorten in Afrikaans bos.

## Status
De grootte van de wereldpopulatie is niet gekwantificeerd, maar de uil is wijd verspreid en algemeen. Men veronderstelt dat de soort in aantal stabiel is. Om deze redenen staat de Afrikaanse bosuil als niet bedreigd op de Rode Lijst van de IUCN.